# نخ‌کلا
نخ‌کلا، روستایی است از توابع بخش مرکزی شهرستان بابل در استان مازندران ایران.

## جمعیت
این روستا در دهستان فیضیه قرار دارد و براساس سرشماری مرکز آمار ایران در سال ۱۳۸۵، جمعیت آن ۹۸ نفر (۲۷خانوار) بوده‌است.